# Arthur Christmas
Arthur Christmas is een Brits-Amerikaanse animatiefilm uit 2011.

## Verhaal
De 3D CG-geanimeerde familiekomedie Arthur Christmas, een Aardmanproductie (Chicken Run en Wallace & Gromit), onthult het antwoord op de vraag die iedereen zich weleens stelt: "Hoe levert de Kerstman al die geschenken in maar één nacht?" Het antwoord luidt: via een ultrahightechbedrijf dat de Kerstman verborgen houdt onder de Noordpool. Maar de kern van de film is een verhaal over een vreemde familie en een onwaarschijnlijke held, Arthur, die een missie moet doorstaan voordat kerstochtend aanbreekt.

## Productie
Arthur Christmas werd voor het eerst aangekondigd in 2007, toen onder de titel Operation Rudolph, en was het eerste resultaat van de samenwerking tussen Aardman Animations en Sony Pictures Animation.